# Judita (chorwacki epos)
Judita – epos renesansowego chorwackiego poety Marka Marulicia, napisany około  1501 i opublikowany w Wenecji w 1521. Jest on oparty na biblijnej Księdze Judyty. Utwór składa się z sześciu pieśni. Został napisany dwunastozgłoskowcem. Liczy 2126 wersów. Zdaniem Aleksandry Borowiec utwór opowiadający o walce Izraelitów z Asyryjczykami stanowi parabolę politycznej sytuacji Chorwatów w dobie zagrożenia ze strony Turków.